# سن فرانسیسکو (کوندینامارکا)
سن فرانسیسکو (انگلیسی: San Francisco, Cundinamarca) نام شهری در کشور کلمبیا است.